# Hongcheon
Hongcheon ist ein Landkreis in der Provinz Gangwon (Südkorea).

## Administrative Gliederung
- Hongcheon-eup (홍천읍)
- Bukbang-myeon (북방면)
- Dong-myeon (동면)
- Duchon-myeon (두존면)
- Hwachon-myeon (화존면)
- Nae-myeon (내면)
- Naechon-myeon (내존면)
- Nam-myeon (남면)
- Seo-myeon (서면)
- Seoseok-myeon (서석면)